# MusicOMH
musicOMH — британський сайт, який публікує рецензії, статті та інтерв'ю, висвітлюючи різні музичні жанри, в тому числі класику, рок, метал та R' n 'B.
Сайт був заснований та запущений головним редактором Майклом Хаббардом 1999 року. У лютому 2011 року musicOMH припинив висвітлювати різні види мистецтва та зосередився виключно на музиці; театральний розділ був виділений в окремий сайт Exeunt Magazine; рецензії на фільми також перестали публікуватися, хоча і було заявлено про намір оцінювати відеопродукцію, пов'язану з музикою.
Рецензії musicOMH на альбоми різних жанрів, включаючи класичну та електронну музику, поп, рок, метал і R'n'B, цитувалися в багатьох виданнях, таких як The Daily Telegraph,The Independent та Бі-бі-сі, а також використовуються на агрегаторі рейтингів Metacritic. Співробітники сайту брали інтерв'ю у таких виконавців, як Basement Jaxx, Miike Snow і Джей-Зі. У жовтні 2009 року The Independent у своєму рейтингу 25 найкращих сайтів назвала MusicOMH «орієнтованим на Британію, доступним і без претензій» (англ. Brit-centric, accessible and unpretentious).